# Okitipupa
Okitipupa è una  delle diciotto aree a governo locale (local government areas) in cui è suddiviso lo stato di Ondo, in Nigeria. Estesa su una superficie di 803 chilometri quadrati, conta una popolazione di 233.565 abitanti.